# 바네사 클로디오
바네사 사이다 클라우디오 로드리게스(영어: Vanessa Claudio, 1983년 9월 2일 ~ )는 푸에르토리코의 여성 모델이자 배우이며 방송인이다.

## 주요 이력
미국 워싱턴 유학과 에스파냐 마드리드 유학을 한 그녀는 2006년에 미스 인터콘티네셔널 1위로 선발되었다.

## 출연작

### TV 시리즈
- 《El pantera》